# Леслі Бібб
Леслі Луїз Бібб (англ. Leslie Louise Bibb; нар. 17 листопада 1974, Бісмарк, Північна Дакота, США) — американська актриса, модель і продюсерка.
Бібб отримала популярність завдяки головній ролі в телесеріалі «Найкращі» (1999—2001). Після його завершення вона домоглася ширшої популярності завдяки ролям у фільмах «Черепа», «Агент по кличці Спот», «Залізна людина» і його продовження, «Опівнічний експрес», «Законослухняний громадянин» та «Зоонаглядач», а також по телесеріалах «Швидка допомога» (2002—2003), «Розслідування Джордан» (2005—2007) і «Благочестиві стерви» (2012).

## Раннє життя
Леслі Луїз Бібб народилася 17 листопада 1974 року в місті Бісмарк, Північна Дакота, США, ставши третьою донькою в сім'ї. Її батько помер, коли їй було 3 роки. Відтоді вихованням доньок займалася сама мати. Пізніше вони всією сім'єю переїхали до Ричмонда (Вірджинія), де Леслі з відзнакою закінчила католицьку школу для дівчаток Saint Gertrude High School.
У 1990 році, на «Шоу Опри Вінфрі», 16-річна Бібб була обрана переможцем конкурсу краси, який проводиться Elite Model Management. Після закінчення школи вона підписала контракт з агентством і почала кар'єру моделі. У 1991 році вона вступила до Університету Вірджинії, де провчилася один семестр, а після чого вирушила в Нью-Йорк, щоб продовжити кар'єру моделі.

## Кар'єра

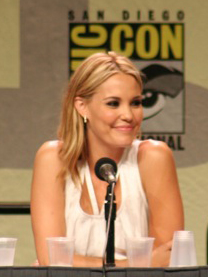
Бібб на Comic-Con в 2007 році.

Леслі Бібб почала кар'єру актриси з епізодичних ролей у телесеріалах, таких як «Великий ремонт» і «Журнал мод». На великому екрані вона дебютувала в 1997 році в комедії «Частини тіла» і після продовжувала грати, головним чином, невеликі ролі. Потім вона отримала свою першу велику роль в комедійному серіалі «Велика легкість», який тривав лише один сезон і був закритий через низькі рейтинги.
У 1999 році Бібб отримала головну роль в телесеріалі Раяна Мерфі — «Найкращі». Проєкт мав успіх у молодої аудиторії і незабаром Бібб почали запрошувати на головні ролі в кіно. Вона знялася у трилері «Черепа» з Полом Вокером і Джошуа Джексоном у 2000 році, комедії «Агент по кличці Спот» у 2001 році.
Після завершення «Найкращих» Бібб була запрошена в серіал «Швидка допомога». У 2003—2004 роках вона виконувала головну роль у власному кримінальному серіалі «Лінія вогню», а після його закриття приєдналася до акторського ансамблю іншого детективного шоу — «Розслідування Джордан». Вона також була запрошеною зіркою в таких серіалах як «Антураж» і «C. S. I.: Місце злочину Маямі». Вона також знялася в декількох пілотах серіалів, які не отримали замовлення на повноцінне виробництво.
З середини 2000-х років Бібб почала активно зніматися в кіно. Вона з'явилася в таких фільмах як «Самогубці: Історія кохання», «Рікі Боббі: Король дороги», «Моя дружина затримується», «Секс і 101 смерть», «Залізна людина», «Опівнічний експрес», «Гаманець або життя», «Зізнання шопоголіка», «Законослухняний громадянин», «Залізна людина 2», «Зоонаглядач», «Стара добра оргія» та «Фільм 43». Вона виграла премію кінокритиків Бостона за виконання головної ролі у фільмі «Міс Ніхто» у 2010 році.
У 2012 році Бібб виконала головну роль в серіалі каналу ABC «Благочестиві стерви». У центрі сюжету Аманда Он, яку виконує Бібб, колишня «Королева середньої школи», нині - вдова середніх років з двома дітьми, яка повертається в Даллас, де виросла, і поселяється в будинку своєї матері, що не влаштовує її колишніх однокласниць. У головних ролях також задіяні Крістін Ченовет, Дженніфер Аспен, Міріам Шор, Марісоль Ніколс, а також Енні Поттс в ролі Гігі Стопер, матері Аманди. Шоу було закрито після одного сезону. Відтоді Бібб продовжила кар'єру як актриса другого плану, з'являючись у фільмах і телешоу. У 2015 році вона зіграла старіючу модель в комедійному пілота Amazon «Сейлем Роджерс».

## Особисте життя
Бібб була одружена з банкіром Робом Борном у 2003—2004 роках. З 2007 року перебуває у стосунках з актором Семом Роквеллом.

## Фільмографія

### Кіно
| Рік  | Назва українською               | Назва англійською                           | Роль                  | Примітки                       |
| ---- | ------------------------------- | ------------------------------------------- | --------------------- | ------------------------------ |
| 1997 | Частини тіла                    | Private Parts                               | гід                   |                                |
| 1997 | Доторкнись до мене              | Touch Me                                    | Фон                   |                                |
| 1999 | Цей космос між нами             | This Space Between Us                       | Саммер                |                                |
| 2000 | Молоді та невідомі              | The Young Unknowns                          | Кассандра             |                                |
| 2000 | Черепа                          | The Skulls                                  | Хлої Вітфілд          |                                |
| 2001 | Агент по кличці Спот            | See Spot Run                                | Стефані               |                                |
| 2006 | Самогубці: історія кохання      | Wristcutters: A Love Story                  | Дезіре                |                                |
| 2006 | Рікі Боббі: Король дороги       | Talladega Nights: The Ballad of Ricky Bobby | Карлі Боббі           |                                |
| 2007 | Моя дружина — розумово відстала | My Wife Is Retarded                         | Джулі                 | короткометражний фільм         |
| 2007 | Секс і 101 смерть               | Sex and Death 101                           | лікарка Міранда Сторм |                                |
| 2007 | Гаманець або життя              | Trick ’r Treat                              | Емма                  |                                |
| 2008 | Залізна людина                  | Iron Man                                    | Крістін Евергарт      |                                |
| 2008 | Опівнічний експрес              | The Midnight Meat Train                     | Мая                   |                                |
| 2009 | Зізнання шопоголіка             | Confessions of a Shopaholic                 | Аліша Біллінгтон      |                                |
| 2009 | Законослухняний громадян        | Law Abiding Citizen                         | Сара Лоуелл           |                                |
| 2010 | Залізна людина 2                | Iron Man 2                                  | Крістін Евергарт      |                                |
| 2010 | —                               | F--K                                        | Леслі                 | короткометражний фільм         |
| 2010 | Міс Ніхто                       | Miss Nobody                                 | Сара Джейн Маккінлі   |                                |
| 2011 | Стара добра оргія               | A Good Old Fashioned Orgy                   | Келлі                 |                                |
| 2011 | Зоонаглядач                     | Zookeeper                                   | Стефані               |                                |
| 2012 | Абсолютне зло                   | Meeting Evil                                | Джоані Фелтон         |                                |
| 2013 | Фільм 43                        | Movie 43                                    | фальшива Чудо-жінка   | новела: Robin's Big Speed Date |
| 2013 | Адське дитя                     | Hell Baby                                   | Ванесса               |                                |
| 2014 | —                               | Take Care                                   | Френні                |                                |
| 2014 | 7500                            | 7500                                        | Лора Бакстер          |                                |
| 2014 | Ніяких добрих справ             | No Good Deed                                | Мег                   |                                |
| 2015 | Дон Верден                      | Don Verdean                                 | Джойлінда Лазарус     |                                |
| 2017 | До кісток                       | To the Bone                                 | Меган                 |                                |
| 2017 | Тьма ночи                       | The Dark of Night                           | Меделін               | короткометражний фільм         |
| 2017 | Пробудження Зодіака             | Awakening the Zodiac                        | Зої Бренсон           |                                |
| 2017 | Нянька                          | The Babysitter                              | мама Коула            |                                |
| 2018 | —                               | Salam                                       | Одрі                  | короткометражний фільм         |
| 2018 | Ти квач!                        | Tag                                         | С'юзан Роллінс        |                                |
| 2019 | Кокаїновий барон                | Running with the Devil                      | старший агент         |                                |
| 2020 | Втрачений чоловік               | The Lost Husband                            | Ліббі Моран           |                                |
| 2020 | Нянька: Королева убивць         | The Babysitter: Killer Queen                | Філіс Джонсон, мати   |                                |
| 2022 | Мешканка                        | The Inhabitant                              | Емелі Гелдон          |                                |
| 2023 | Татусів уїкенд                  | About My Father                             | Еллі                  |                                |
| 2024 | Присяжний №2                    | Juror No. 2                                 | Деніс Олдворт         |                                |

### Телебачення
| Рік       | Назва українською                 | Назва англійською             | Роль                                   | Примітки                                  |
| --------- | --------------------------------- | ----------------------------- | -------------------------------------- | ----------------------------------------- |
| 1996      | Поліцейські на велосипедах        | Pacific Blue                  | Ніккі                                  | епізод: Wheels of Fire                    |
| 1996      | Великий ремонт                    | Home Improvement              | Ліза Бертон                            | епізод: No Place Like Home                |
| 1997      | Журнал мод                        | Just Shoot Me!                | Ніккі                                  | епізод: Secretary's Day                   |
| 1997      |                                   | Fired Up                      | Лана                                   | епізод: The Rules                         |
| 1997      | Новий Орлеан                      | The Big Easy                  | Джанін Реббенак                        | 13 епізодів                               |
| 1998      | Правильні речі                    | Something So Right            | Тіна                                   | епізод: Something About a Double Standard |
| 1998      | Ранковий випуск                   | Early Edition                 | Еміли Харріган                         | епізод: Lt. Hobson, U.S.N.                |
| 1998      | Асторія                           | Astoria                       | Н/Д                                    | телефільм                                 |
| 1999      |                                   | Sons of Thunder               | Ненсі Джонс                            | епізод: Daddy's Girl                      |
| 1999—2001 | Найкращі                          | Popular                       | Брук Маккуїн                           | телесеріал; головна роль                  |
| 2002—2003 | Швидка допомога                   | ER                            | Ерін Гаркінс                           | 8 епізодів                                |
| 2003—2005 | Лінія вогня                       | Line of Fire                  | Пейдж Ван Дорен                        | телесеріал; головна роль                  |
| 2004      | Столичне місто                    | Capital City                  | Пейдж Армстронг                        | телефільм                                 |
| 2004      | Частини тіла                      | Nip/Tuck                      | Наомі Гейнс                            | епізод: Naomi Gaines                      |
| 2005      | —                                 | Hitched                       | Емілі                                  | телефільм                                 |
| 2005—2007 | Розслідування Джордан             | Crossing Jordan               | детектив Талула Сіммонс                | телесеріал; 14 епізодів                   |
| 2007      | C.S.I.: Место преступления Майами | CSI: Miami                    | Бет Селби / Кейла Селби / Эшли Уитфорт | епізод: Triple Threat                     |
| 2007      | Антураж                           | Entourage                     | Лорі                                   | епізод: Gotcha!                           |
| 2007      | Атланта                           | Atlanta                       | Джессіка                               | телефільм                                 |
| 2009      | Короли                            | Kings                         | Катрина Гент                           | телесеріал; 4 епізодь                     |
| 2009—2015 | Лига                              | The League                    | Міган                                  | телесеріал; 7 епізодів                    |
| 2011      |                                   | Funny or Die Presents…        | перша дівчина                          | епізод: Episode #2.1                      |
| 2012      | Благочестиві стерви               | Good Christian Belles         | Аманда Вон                             | телесеріал; головна роль                  |
| 2013      | Жагуче кохання                    | Burning Love                  | Беверлі                                | телесеріал; 6 епізодів                    |
| 2014      | Послідовники                      | The Following                 | Джена Мерфі                            | телесеріал; 2 епізоди                     |
| 2014      | —                                 | Love Is Relative              | Роуз                                   | телефільм                                 |
| 2014—2015 | Мій хлопчик                       | About a Boy                   | Дакота                                 | телесеріал; 6 епізодів                    |
| 2015      | Сейлем Роджерс                    | Salem Rogers                  | Сейлем Роджерс                         | телефільм                                 |
| 2015      | Дивна парочка                     | The Odd Couple                | Кейсі                                  | телесеріал; 2 епізоди                     |
| 2015—2016 | WHIH: Новосний фронт              | WHIH News Front               | Крістін Евергарт                       | телесеріал; головна роль                  |
| 2016      | —                                 | The Hindenburg Explodes!      | Джоанна Стройбел                       | телефільм                                 |
| 2016—2017 | —                                 | Rhett and Link's Buddy System | Еймі Бреллс                            | телесеріал; 9 епізодів                    |
| 2016—2019 | Американська домогосподарка       | American Housewife            | Вів                                    | телесеріал; 10 епізодів                   |
| 2017—2018 | Ніхто                             | Nobodies                      | Сем                                    | телесеріал; 12 епізодів                   |
| 2018      | —                                 | Man of the House              | Черіл                                  | телефільм                                 |
| 2022      | Улюблений дурень бога             | God's Favorite Idiot          | Сатана                                 | телесеріал; 5 епізодів                    |
| 2024      | Палм-Рояль                        | Palm Royale                   | Діна Донохью                           | телесеріал; 9 епізодів                    |